# Aname tigrina
Aname tigrina là một loài nhện trong họ Nemesiidae.
Aname tigrina được miêu tả năm 1985 bởi Raven.